# 5 Kołobrzeski Pułk Piechoty
5 Kołobrzeski pułk piechoty (5 pp) – oddział piechoty ludowego Wojska Polskiego.
Pułk został sformowany latem 1943, w ZSRR, w składzie 2 Dywizji Piechoty im. Jana H. Dąbrowskiego.

## Żołnierze pułku
Dowódcy:
- ppłk / płk Antoni Szabelski (26 VIII 1943–6 VIII 1945)
- mjr Leonid Królikowski (VIII–X 1945)
- ppłk Jan Wantuch (X 1945–IV 1946)
- płk Kazimierz Sikorski (od IV 1946).

Odznaczeni Krzyżem Srebrnym Orderu Virtuti Militari:
1. mjr Aleksander Fomin
2. st. szer. Władysław Frydrych
3. chor. Oskar Halpern
4. szer. Rubin Kuperman
5. st. sierż. Jerzy Kurek
6. kpt. Adam Paszt
7. por. Zbigniew Reszke
8. płk Antoni Szabelski
9. por. Stanisław Wąsowicz
10. kpr. Michał Zawadzki.

## Skład etatowy
- dowództwo
- sztab

- 3 bataliony piechoty

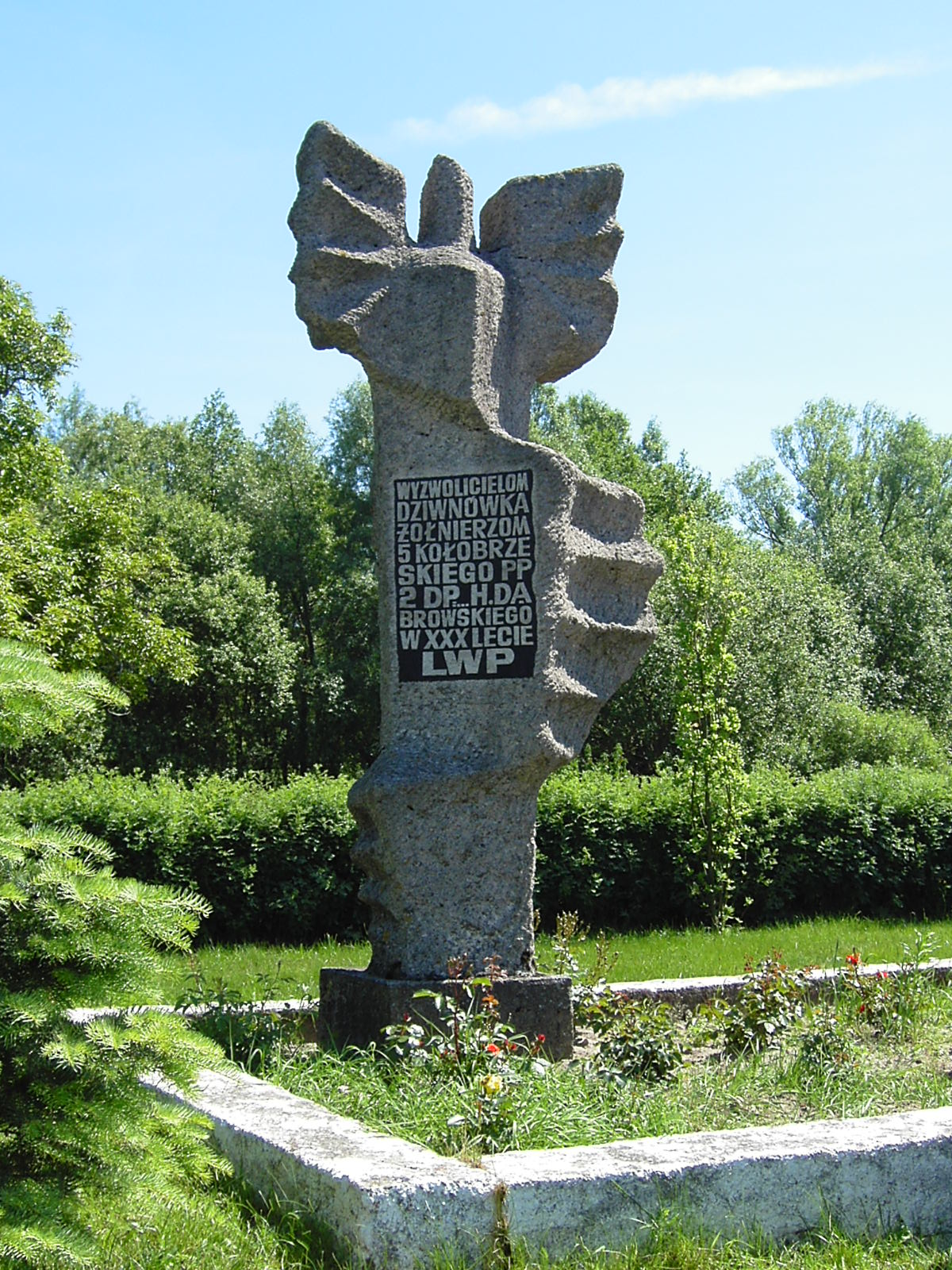
Miejsce zaślubin 5 pp z morzem. Dziwnówek

- kompanie: dwie fizylierów, przeciwpancerna, rusznic ppanc, łączności, sanitarna, transportowa
- baterie: działek 45 mm, dział 76 mm, moździerzy 120 mm
- plutony: zwiadu konnego, zwiadu pieszego, saperów, obrony pchem, żandarmerii.

Razem: 2915 żołnierzy – w tym 276 oficerów, 872 podoficerów, 1765 szeregowców.
Sprzęt:
- 162 rkm
- 54 ckm
- 66 rusznic ppanc
- 12 armat ppanc 45 mm
- 4 armaty 76 mm
- 18 moździerzy 50 mm
- 27 moździerzy 82 mm
- 8 moździerzy 120 mm.

## Marsze i działania bojowe
Pułk po krótkim przeszkoleniu i złożeniu przysięgi dotarł na front nad Wisłę w lipcu 1944. W sierpniu po raz pierwszy wszedł do walki walcząc o zdobycie przyczółka na lewym brzegu rzeki w rejonie Puław. Następne bitwy w których brał udział to walki na przyczółku warecko-magnuszewskim, przełamanie Wału Pomorskiego pod Borujskiem i Wierzchowem, a następnie pod Kamieniem Pomorskim. 15 marca 1945 żołnierze pułku w Dziwnówku dokonali symbolicznego aktu zaślubin Polski z Bałtykiem. W operacji berlińskiej pułk wyróżnił się w walkach nad Starą Odrą, Kanałem Ruppinera i o Linum.
W uznaniu szczególnych zasług oraz męstwa wykazanego w ciężkich bojach pułk został odznaczony Krzyżem Srebrnym Orderu Virtuti Militari V klasy.
Na podstawie rozkazu Nr 079 Naczelnego Dowódcy Armii Radzieckiej z dnia 4 maja 1945 pułk został wyróżniony mianem „Kołobrzeski” chociaż nie brał udziału w bitwie o Kołobrzeg. Ponieważ rozkaz wydał Józef Stalin, pomyłka nigdy nie została sprostowana.
|  |  |  |  |  |

|  |  |

## Okres służby pokojowej

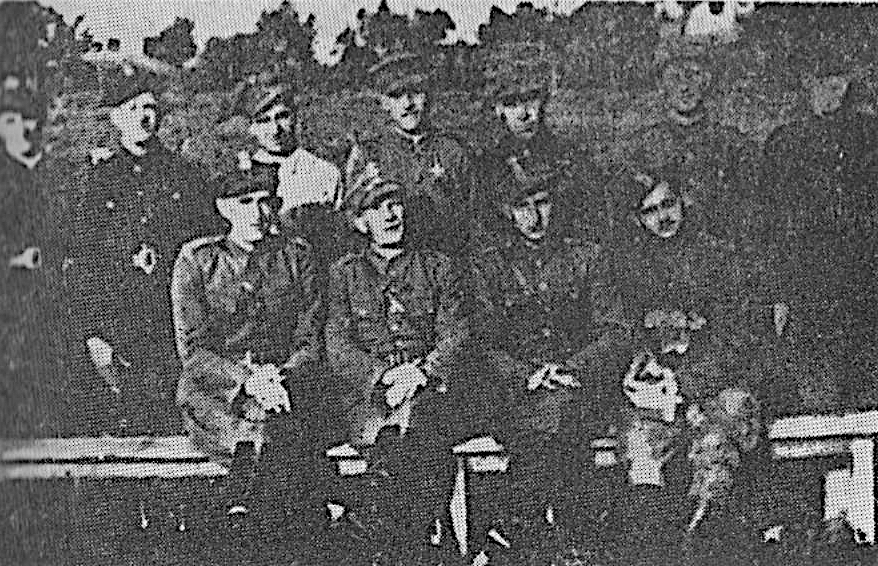
Grupa żołnierzy 5 Kołobrzeskiego Pułku Piechoty na posterunku granicznym w Wiechowicach koło Głubczyc (lipiec 1945)

Działając w składzie wojsk okupacyjnych pułk stacjonował w Disenchen. Po krótkim pobycie w Niemczech powrócił do kraju i rozpoczął pokojowy okres swojej historii. Początkowo pełnił służbę na granicy polsko-czechosłowackiej. Ochraniał odcinek od Krzanowic do Gołuszowic. Jego sztab stacjonował w Głubczycach.
Następnie został przeniesiony do Hrubieszowa. 
Po rocznym pobycie pułk przybył do Piotrkowa Trybunalskiego, gdzie od kwietnia 1949 pełnił służbę garnizonową.
10 października 1948 otrzymał sztandar ufundowany przez społeczeństwo Piotrkowa Trybunalskiego.

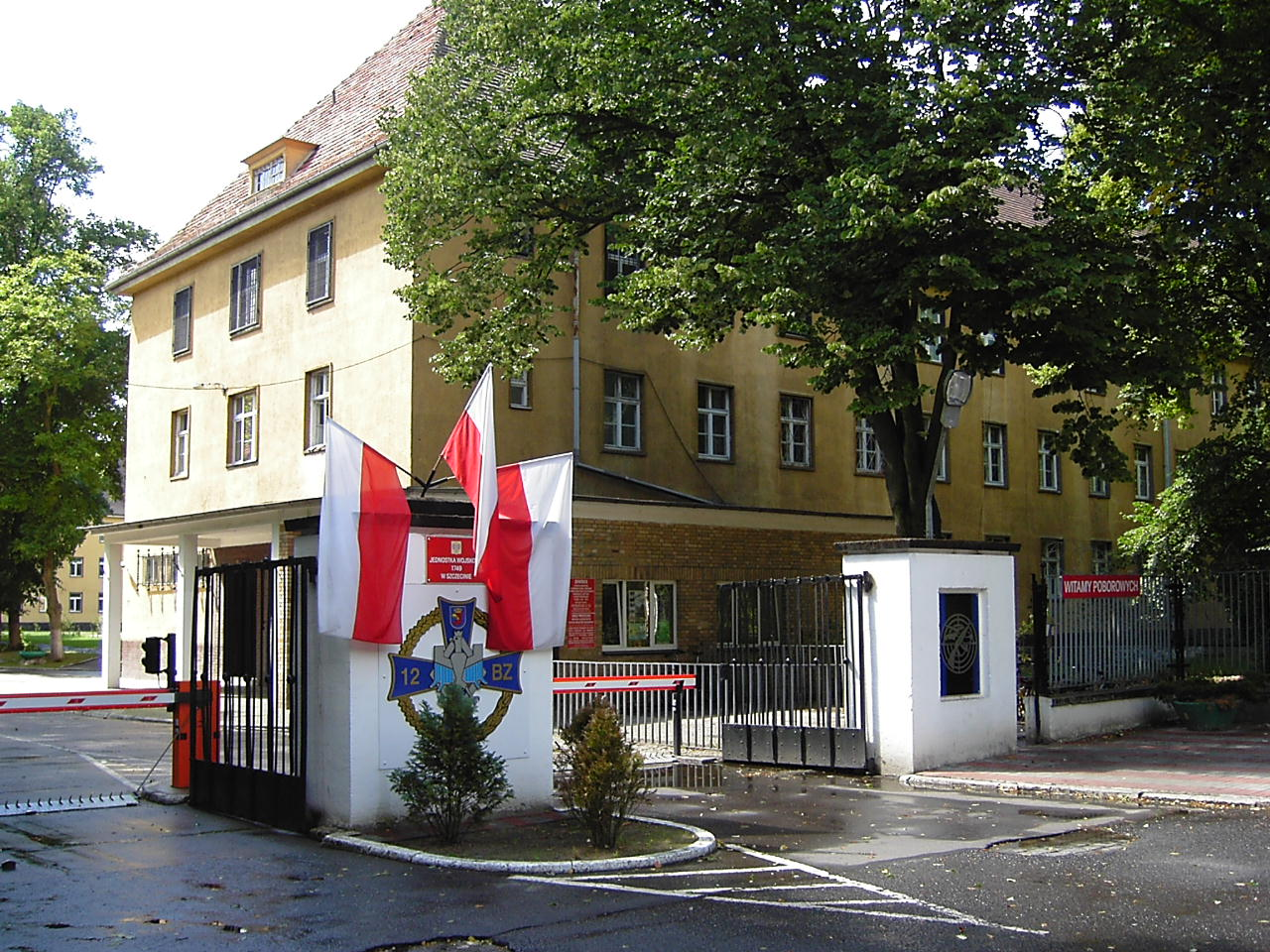
W tym budynku stacjonował sztab pułku (sierpień 2008)

W połowie maja 1949 przeniesiony został do Szczecina i wszedł w skład 12 Dywizji Piechoty. Ze stolicą Pomorza Zachodniego pułk związany był przez kolejne lata przechodząc w tym czasie szereg zmian organizacyjnych i zmieniając swój charakter z pułku piechoty na pułk zmechanizowany.
Miejsce stacjonowania jednostki:
- Głubczyce – 1945
- Częstochowa – koszary Zawada – do listopada 1945
- Hrubieszów – do lipca 1946
- Piotrków Trybunalski – do 1949
- Szczecin – ul. Wojska Polskiego.